# Cá hề

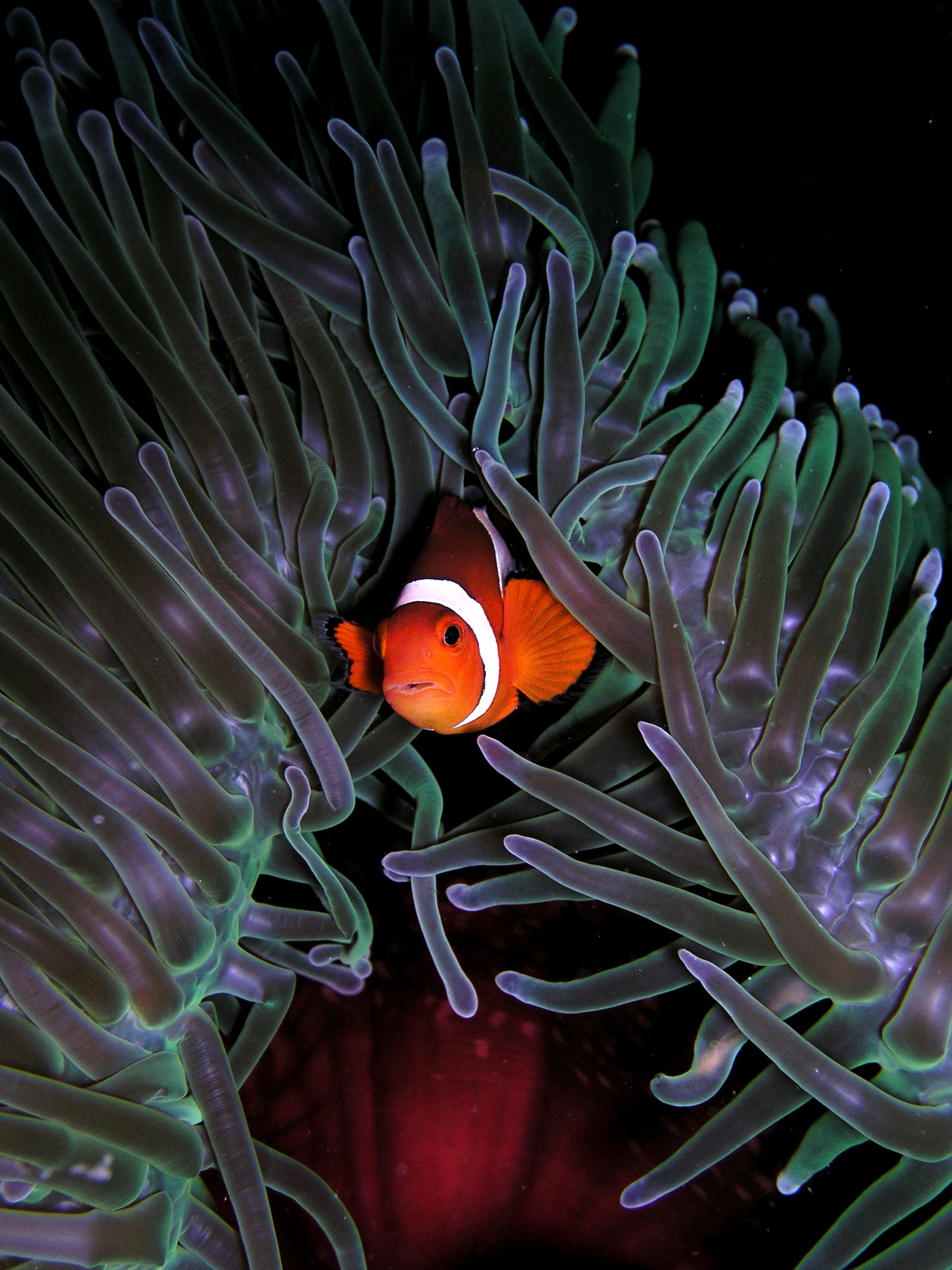
Cá hề ocellaris nép mình trong một cây hải quỳ Heteractis magnifica.

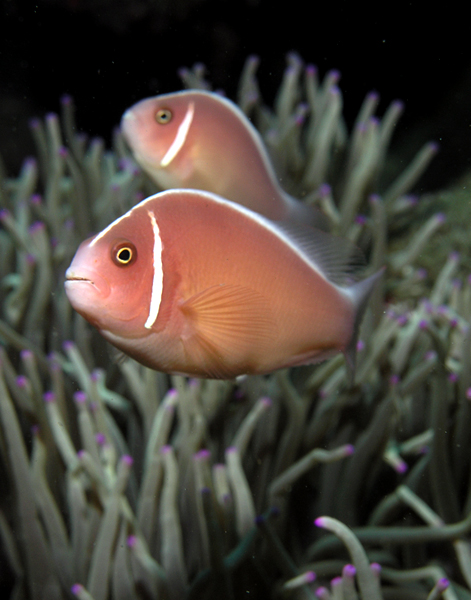
Một cặp cá hề hồng (Amphiprion perideraion) trong ngôi nhà hải quỳ của chúng.

Cá hề đang quẫy đuôi bơi để di chuyển.

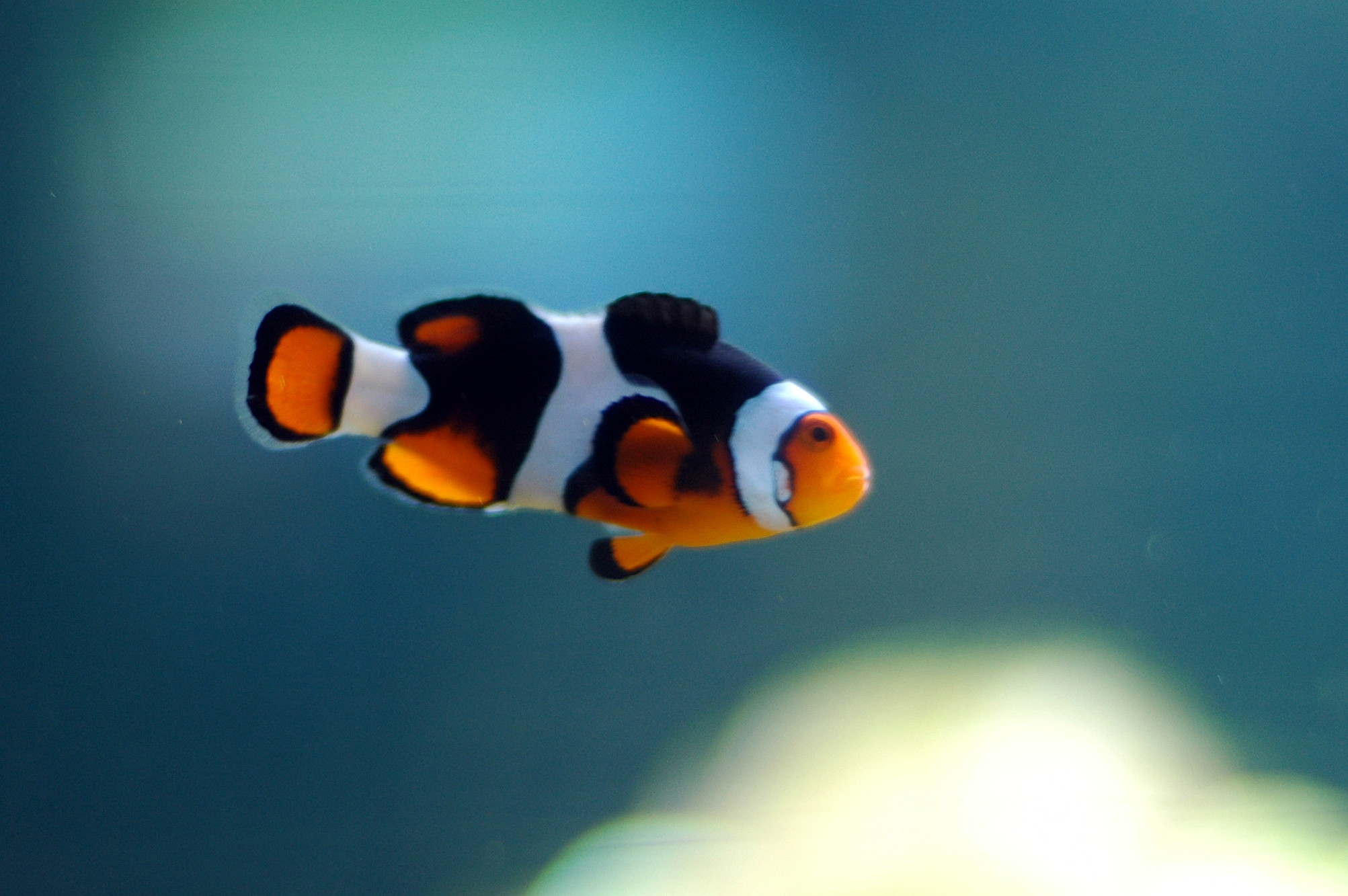
Một con cá hề đang bơi.

Cá hề hay còn được gọi là cá hải quỳ (tiếng Latin: Amphiprioninae; Tiếng Anh: anemonefish hay clownfish) là loài cá biển sống ở các dải đá ngầm và rạn san hô, nằm trong nhánh cá hề thuộc gia đình họ Cá thia. Cho đến nay ba mươi loài đã được nhận biết: một số thuộc chi Premnas, trong khi số còn lại thuộc chi Amphiprion. Trong tự nhiên, chúng thường sống cộng sinh với hải quỳ. Tùy thuộc mỗi loài, cá hề có màu vàng, cam, đỏ nhạt, đen nhạt xen bởi các sọc trắng. Những cá thể lớn nhất có thể dài tới 18 xentimét (7,1 in), trong khi loài nhỏ nhất chỉ cỡ 10 xentimét (3,9 in). Tuy nhiên, loài cá này chủ yếu hình thành mối quan hệ cộng sinh với ba loài hoặc nhiều loại hải quỳ: Heteractis magnifica, Stichodactyla gigantia và Stichodactyla mertensii.

## Phân bố, mật độ và môi trường sống
Cá hề sống ở các vùng nước ấm ở Ấn Độ Dương và Thái Bình Dương, bao gồm dải san hô Great Barrier Reef và Biển Đỏ. Trong khi một số loài phân bố hạn chế, số khác lại sống trải rộng. Cá hề sống ở dưới đáy các vùng biển nông trong những vùng ám tiêu có chỗ che hoặc đầm phá ao cạn. Không có loài cá hề nào sống trong Đại Tây Dương.
Ước tính mật độ dân số cho chúng không có sẵn, nhưng chúng rất phong phú và phổ biến ở các khu vực lưu hành. Những loài cá này không có nguy cơ tuyệt chủng, vì vậy chúng không được liệt kê trong danh sách của IUCN. Tuy nhiên, các rạn san hô nơi chúng sinh sống đang có nguy cơ tuyệt chủng, với 15% đến 30% rạn san hô đã biến mất trong thế hệ này. Sau khi bộ phim "Finding Nemo" ra mắt vào năm 2003, nhu cầu về loài cá này cho bể cá gia đình đã tăng vọt. Người ta tin rằng sự gia tăng săn bắt loài cá khó bắt này đã góp phần vào việc phá hủy các rạn san hô.

## Chế độ ăn
Loài cá này là loài ăn tạp nên chúng ăn cả thực vật và các động vật khác. Chúng sinh sống chủ yếu bằng cách ăn động vật phù du và thực vật phù du. Được biết đến với cái tên "Những kẻ săn sinh vật phù du", những con cá này tìm và nhắm mục tiêu những sinh vật phù du, cụ thể trôi nổi trong cột nước của chúng trước khi ăn chúng. Điều này trái ngược với cho ăn bằng phương pháp lọc, bao gồm việc lọc một lượng lớn sinh vật phù du qua miệng để lấy dinh dưỡng.Cá hề ăn động vật không xương sống nhỏ và tảo khác nhau, cũng như thức ăn thừa mà hải quỳ để lại.

## Tập tính
Cá hề là loài ăn tạp và có thể ăn những thức ăn không tiêu hóa từ vật chủ hải quỳ. Vấn đề phân từ cá hề sẽ cung cấp chất dinh dưỡng cho hải quỳ. Cá hề chủ yếu ăn các loài động vật phù du nhỏ từ cột nước, chẳng hạn như copepod và ấu trùng sống đuôi, với một phần tập tính của chúng đến từ tảo ngoại trừ loài cá hề hồng, nhưng loài cá này cũng chủ yếu ăn tảo. Chúng còn có thể tiêu hóa hết các xúc tu của vật chủ hải quỳ. Ngoài ra cá hề thường giao tiếp với nhau bằng cách đập hai hàm vào nhau để tạo ra một chuỗi liên tiếp các tiếng lách cách nhanh khi chúng phát hiện một kẻ xâm lược lãnh thổ hoặc muốn tấn công một bạn tình tiềm năng. Chúng phát ra khoảng 5 tiếng lách cách mỗi giây khi giao tiếp, song bằng cách nào chúng tạo ra tiếng động này thì đến nay vẫn là một bí ẩn.

## Mối quan hệ cộng sinh
Cá hề và hải quỳ biển có mối quan hệ cộng sinh, nghĩa là thường xuyên đem lại lợi ích cho nhau. Hải quỳ biển bảo vệ cá hề khỏi kẻ thù, cũng như cung cấp thức ăn qua phần dư thừa bỏ lại từ những bữa ăn của hải quỳ và thỉnh thoảng là các xúc tu quỳ đã chết. Đổi lại, cá hề bảo vệ hải quỳ khỏi những kẻ thù của nó như ký sinh trùng. Hải quỳ còn thu nạp chất dinh dưỡng từ phân của cá hề và những chất này có chức năng làm nơi ẩn náu an toàn. Lượng Nitơ bài tiết từ cá hề làm tăng số lượng tảo đưa vào mô của vật chủ, giúp hải quỳ phát triển mô và tái sinh. Có giả thuyết đặt ra rằng cá hề sử dụng màu sắc sáng của nó để thu hút các loài cá nhỏ đến hải quỳ, và hoạt động của cá hề dẫn đến sự lưu thông trong nước rộng hơn xung quanh hải quỳ. Những nghiên cứu về cá hề phát hiện rằng chúng làm thay đổi dòng chảy của nước xung quanh các xúc tu của hải quỳ bằng các tác động và chuyển động nhất định. Sự thông khí của các xúc tu vật chủ hải quỳ đem lại lợi ích cho sự trao đổi chất của hai đối tác, chủ yếu bằng việc làm tăng kích thước cơ thể và cả hô hấp của hải quỳ và cá hề.
Có nhiều giả thuyết lý giải cách cá hề tồn tại mà không bị hải quỳ nhiễm độc: 
- Dịch nhầy bao ngoài con cá cấu tạo bởi đường hơn là protein. Từ đó, hải quỳ không thể nhận ra cá hề để tấn công bằng các tế bào châm ngứa.
- Sự đồng tiến hóa của các loài cá hề và hải quỳ đã làm cho cá hề miễn dịch được với chất độc của hải quỳ. Thí nghiệm đã cho thấy cá hề Amphiprion percula có thể tự chống lại chất độc từ Heteractis magnifica, nhưng không được hoàn toàn, một khi da không còn nước nhầy, chúng lập tức bị hải quỳ tấn công.[14]

Cá hề là ví dụ điển hình nhất về loài cá có thể sống trong những xúc tu hải quỳ chứa nọc độc, nhưng vẫn có một số loài khác tương tự, bao gồm Dascyllus trimaculatus, đôi khi là Họ Cá sơn (chẳng hạn như Pterapogon kauderni), anemone goby và Oxylebius pictus.

## Sinh sản
Cá hề đẻ trứng trên bất kì bề mặt phẳng nào gần vật chủ hải quỳ của chúng. Trong tự nhiên, cá hề thường đẻ trứng vào khoảng thời điểm trăng tròn. Tùy theo loài, cá hề có thể đẻ tới hàng trăm, thậm chí hàng nghìn quả trứng. Con đực bảo vệ trứng cho đến khi chúng nở khoảng sáu đến mười ngay sau đó, thường là hai giờ sau hoàng hôn. Sau khi trứng nở, cá hề sống ở ngoài biển khơi 10-20 ngày, có thể do bị các dòng hải lưu cuốn ra, nhưng chúng vẫn có thể tìm đường để trở lại răng san hô nơi chúng ra đời. Nhóm nghiên cứu của Danielle Dixson, từ Đại học James Cook ở Townsville, Úc, đã tiến hành thử nghiệm trên những con cá hề sinh ra và lớn lên trong hồ nuôi, chưa từng sống trên các rạn san hô hoặc ngoài biển. Kết quả là, chúng bị thu hút bởi mùi của những chiếc lá và cỏ chân ngỗng rơi xuống biển từ khu rừng trên đảo gần rạn san hô nhà chúng, chứng tỏ đây là những sở thích bẩm sinh của chúng. Cá hề đều là cá đực sinh ra. Một khi họ trở thành nữ, họ không thể trở thành nam được nữa.

## Giới tính
Hầu hết cá hề là loài lưỡng tính tuần tự, nghĩa là chúng luân phiên giữa giới tính đực và cái ở một số thời điểm trong cuộc đời. Bầy cá hề thường bao gồm con đực sinh sản, con cái và một vài con tuổi vị thành niên giúp trông nom đàn. Mặc dù nhiều con đực cùng sinh sống trong một môi trường với một con cái duy nhất, chế độ đa phu lại không diễn ra và chỉ có cặp trưởng thành biểu hiện hành vi sinh sản. Tuy nhiên, nếu con cái đầu đàn của cả nhóm chết, con đực đầu đàn sẽ thay đổi giới tính và trở thành con cái gây giống. Trong khi đó, một con thường dân khác lớn nhất lại được nâng cấp lên trở thành con đực gây giống. Sự tồn tại của tính đực chín trước trong cá hề có thể ngừng lại trong trường hợp không con gây giống nào điều chỉnh kiểu hình theo cách khiến những con gây giống chịu đựng chúng. Chiến lược này nhằm ngăn chặn sự xung đột bằng việc giảm sự cạnh tranh giữa những con đực với một con cái.

## Trong bể nuôi
Cá hề hiện chiếm 43% trong ngành thương mại cá cảnh toàn cầu và 25% trong ngành thương mại toàn cầu xuất phát từ việc nuôi cá trong điều kiện nuôi nhốt, trong khi phần lớn được bắt từ tự nhiên, từ đó giải thích cho sự suy giảm mật độ tại những khu vực khai thác. Bể nuôi công cộng và những chương trình nuôi giống sinh sản là rất cần thiết để duy trì ngành thương mại cá cảnh, và gần đây đã trở nên khả thi về mặt kinh tế. Đây là một trong số ít loại cá cảnh hoàn thành vòng đời được hạn chế trong điều kiện nuôi nhốt. Các bộ phận của một vài loài cá hề, chẳng hạn như cá hề màu hạt dẻ trở nên hung dữ khi bị nuôi nhốt; các loài khác như cá hề ocellaris có thể được giữ thành công cùng những cá thể cùng loài khác trong bể.

## Phân loài
Lịch sử cá hề được xác định dựa trên đặc tính hình thái, hoa văn màu sắc trên cơ thể, trong khi trong phòng thí nghiệm còn có những đặc tính khác như: Vảy của con đầu đàn, hình dạng răng và tỷ lệ cơ thể. Những đặc tính này được sử dụng để phân các loài thành sáu phức hệ: clownfish, tomato, skunk, clarkii, saddleback và maroon.
Người ta nghĩ rằng hỗ sinh bắt buộc là sự đổi mới quan trọng cho phép cá hề tỏa nhiệt nhanh chóng, với những thay đổi hình thái hội tụ tương quan với các hệ sinh thái do vật chủ hải quỳ cung cấp. Có hai nhóm tiến hóa với các cá thể của hai loài được phát hiện trong cả hai, do đó hai loài thiếu đơn ngành thuận nghịch. Không có Haplotype được chia sẻ giữa các loài.